# Droga Życia

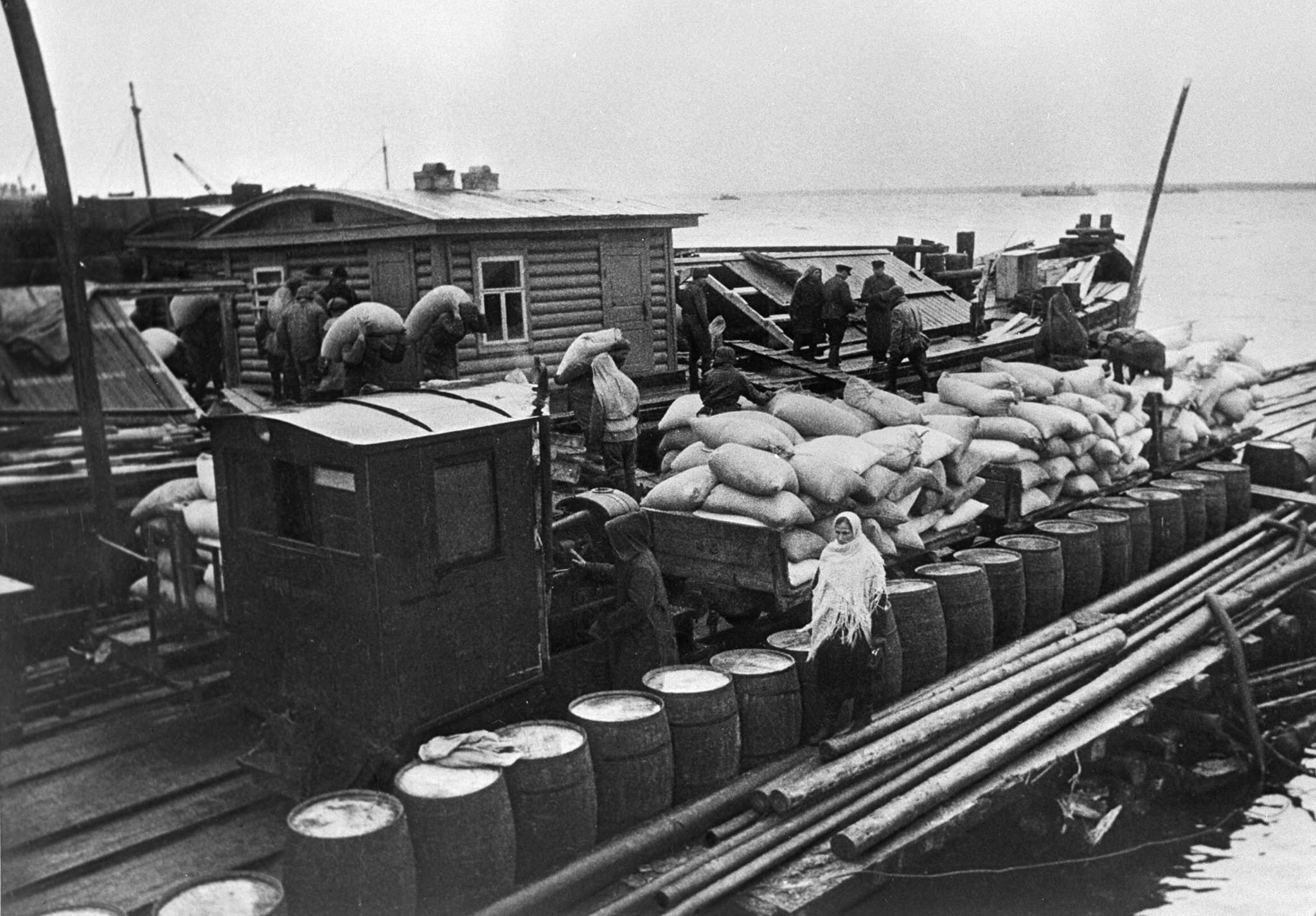
Barka zaopatrzeniowa na Ładodze we wrześniu 1942

Droga Życia (ros. Дорога жизни, Doroga żyzni) – lodowy szlak zaopatrzeniowy, funkcjonujący podczas II wojny światowej, biegnący przez jezioro Ładoga do oblężonego przez niemieckie armie Leningradu. Transporty wysyłano statkami lub ciężarówkami po zamarzniętym jeziorze. Była to jedyna droga podczas oblężenia, którą dostarczano zaopatrzenie i żywność dla głodujących mieszkańców miasta oraz dostawy broni i amunicji. Był to również szlak ewakuacyjny – z Leningradu Drogą Życia wywożono rannych, dzieci, potrzebnych na tyłach specjalistów itp.   
Szlak ten był obsługiwany przez 17 281 żołnierzy, 3624 samochody, 147 ciągników i 960 koni. Chroniona była przez samodzielny pułk strzelecki, bunkry, schrony lodowe, stanowiska karabinów maszynowych, a także artylerię przeciwlotniczą. Wsparcie powietrzne zapewniało 5 pułków myśliwskich.
Drogą życia przewieziono do oblężonego miasta ponad 360 000 ton towarów, z czego 262 000 ton stanowiła żywność. W tej liczbie znajdowały się też 32 000 ton amunicji.